# Mapastepec
Mapastepec est une municipalité du Chiapas, au Mexique. Elle couvre une superficie de 1 085 ou 1 223,9 km2 et compte 47 932 habitants en 2015.